# 天主教伯格萨尔教区
天主教伯格薩爾教區（拉丁語：Dioecesis Buxarensis） 是羅馬天主教的一個教區，包括印度比哈爾邦西南部四縣，受巴特那總教區管轄。
教區成立於2005年12月12日。2012年有教友25,434名，佔轄區總人口百分之0.2。由廿九名司鐸名管理十四個堂區。現任教區主教為巴斯弟盎‧卡魯普拉。